# Ehime International Open 2023
L'Ehime International Open 2023, noto anche come Unicharm Trophy Ehime, è stato un torneo maschile di tennis professionistico giocato sul cemento. È stata la 2ª edizione del torneo, facente parte della categoria Challenger 75 nell'ambito dell'ATP Challenger Tour 2023. Si è giocato al Complesso sportivo della Prefettura di Ehime di Matsuyama, in Giappone, dal 6 al 12 novembre 2023.

## Partecipanti

### Teste di serie
| Nazionalità   | Giocatore          | Ranking* | Testa di serie |
| ------------- | ------------------ | -------- | -------------- |
| Giappone      | Tarō Daniel        | 97       | 1              |
| Giappone      | Shintaro Mochizuki | 133      | 2              |
| Italia        | Luca Nardi         | 141      | 3              |
| Giappone      | Sho Shimabukuro    | 146      | 4              |
| Germania      | Benjamin Hassan    | 154      | 5              |
| Australia     | Marc Polmans       | 161      | 6              |
| Cina          | Bu Yunchaokete     | 168      | 7              |
| Taipei cinese | Hsu Yu-hsiou       | 169      | 8              |

* Ranking al 30 ottobre 2023.

### Altri partecipanti
I seguenti giocatori hanno ricevuto una wild card per il tabellone principale:
- Sho Katayama
- Shunsuke Nakagawa
- Yasutaka Uchiyama

I seguenti giocatori sono passati dalle qualificazioni:
- Naoki Nakagawa
- Li Zhe
- August Holmgren
- James Trotter
- Hiroki Moriya
- Blake Ellis

## Punti e montepremi
| Torneo    | Torneo              | V      | F     | SF    | QF    | 2T    | 1T  | Q | Q2  | Q1  |
| Singolare | Punti               | 75     | 50    | 30    | 16    | 7     | 0   | 4 | 2   | 0   |
| Singolare | Premi in denaro ($) | 10,840 | 6,355 | 3,780 | 2,200 | 1,300 | 780 | – | 390 | 200 |
| Doppio    | Punti               | 75     | 50    | 30    | 16    | –     | 0   | – | –   | –   |
| Doppio    | Premi in denaro ($) | 4,645  | 2,700 | 1,630 | 965   | –     | 545 | – | –   | –   |

## Campioni

### Singolare
Luca Nardi ha sconfitto in finale  Tarō Daniel con il punteggio di 3–6, 6–4, 6–2.

### Doppio
Karol Drzewiecki /  Zdeněk Kolář hanno sconfitto in finale  Toshihide Matsui /  Kaito Uesugi con il punteggio di 6–3, 6–2.